# جوپ تر بیک
جوپ تر بیک (انگلیسی: Joop ter Beek؛ زاده ۱ ژوئن ۱۹۰۱ – ۵ سپتامبر ۱۹۳۴) بازیکن فوتبال اهل پادشاهی هلند بود.
از باشگاه‌هایی که در آن بازی کرده‌است می‌توان به باشگاه فوتبال ناک بردا اشاره کرد.
وی همچنین در تیم ملی فوتبال هلند بازی کرده‌است.